# Hvor Grøntsager gror
Hvor Grøntsager gror er en dansk virksomhedsfilm fra 1938.

## Handling
En film om arbejdet og livet i landets mange gartnerier og drivhuse året rundt, og det efterfølgende salg på torve og auktioner. I formeringshuse plejes frø og stiklinge om vinteren, indtil de kan plantes ud i drivhuse. Billeder af plantning, pleje, høstning og sortering af alverdens grøntsager og køkkenurter som tomater, agurker, champignon, rabarber, melon, artiskokker, grønkål, rødkål, hvidkål, blomkål og spidskål, i drivhuse, i drivbænke og på frilandsmarker, inden høsten vises frem og sælges på udstillinger og torve landet over.
Københavns Grønttorv forvandles fra tidlig morgen til en myreture af travlhed, når gartnerne kommer for at sælge deres grøntsager. Gennem salgsforeninger sælger gartnerne også deres varer i auktionshaller i Aalborg, Randers, Aarhus, Horsens, Esbjerg, Kolding og Odense. Her tjekker kontrollører varernes kvalitet og sortering. I auktionshallen råber auktionarius varemængden op, mens auktionsurets nål bevæger sig over tallene, som angiver prisen for varen. Med en knap standser køber nålen ud for den pris, han vil give.